# Sinophorus orientis
Sinophorus orientis är en stekelart som beskrevs av Sanborne 1984. Sinophorus orientis ingår i släktet Sinophorus och familjen brokparasitsteklar.

## Underarter
Arten delas in i följande underarter:
- S. o. occidentalis
- S. o. euronotis